# Chert
Chert (en valenciano y oficialmente Xert) es un municipio de la Comunidad Valenciana, España. Perteneciente a la provincia de Castellón en la comarca del Bajo Maestrazgo.

## Geografía
Integrado en la comarca de Bajo Mestrazgo, se sitúa a 71 kilómetros de la capital provincial. El término municipal está atravesado por la carretera N-232 entre los pK 25 y 35, además de por una carretera local (CV-132) que conecta con San Mateo. 
El relieve del municipio es bastante irregular, creado por las elevaciones propias del Maestrazgo con numerosos barrancos y ramblas, destacando por el oeste la rambla de Cervera, en el sector occidental de la comarca. Sobresalen también las impresionantes molas, siendo la Mola de Chert la más importante (807 metros). La altitud oscila entre los 1276 metros al noroeste (Puig Turmell), en el límite con Vallibona, y los 350 metros a orillas de la rambla de Cervera. El pueblo se alza a 469 metros sobre el nivel del mar. 

### Barrios y pedanías
En el término municipal de Chert se encuentra también el núcleo de población de Anroig.

### Localidades limítrofes
| Noroeste: Vallibona   | Norte: Vallibona | Noreste: Canet lo Roig |
| Oeste: Morella y Catí |                  | Este: Canet lo Roig    |
| Suroeste: Catí        | Sur: San Mateo   | Sureste: La Jana       |

## Historia

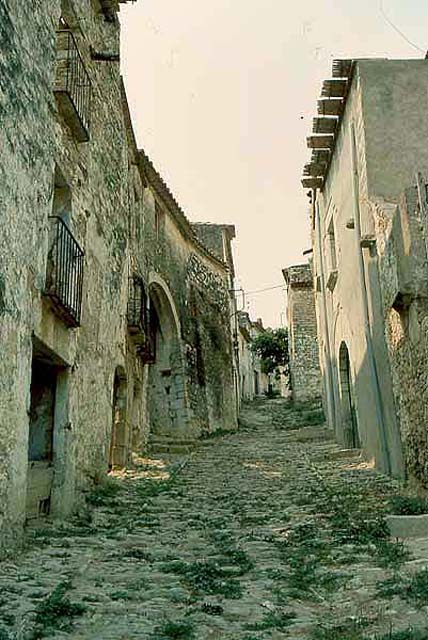
Chert viejo.

En su término se conservan restos de un importante poblado de la Edad del Bronce, la célebre Mola Murada (Chert), con recinto fortificado y restos de habitaciones en su interior. Es una fortaleza natural, rodeada de escarpes.
De origen musulmán, fue reconquistada en 1233 y se le concedió carta puebla en 1235. Formó parte de la Bailía de Cervera, por lo que perteneció a la Orden del Temple, y posteriormente, en 1319, a la Orden de Montesa hasta el siglo XIX y el fin de los señoríos. En sus proximidades se libraron importantes hechos de armas durante las guerras carlistas, destacando el que tuvo lugar en el año 1836.
El caserío de la primitiva villa estuvo dentro del antiguo recinto amurallado del castillo, extendiéndose posteriormente por la falda de la montaña, estando actualmente prácticamente abandonada la vieja población y con ella su iglesia y la parte más monumental e histórica.
El interés estratégico de la ubicación topográfica de la zona se justifica en que es el punto más propicio para el dominio común de una zona urbana (de desarrollo lineal) y del conjunto de huertas situadas en el pequeño y fértil valle de la fuente del Aubelló.
En su término se encontraba el poblado de La Barcella, habitado durante la época medieval.

## Administración
| Periodo   | Nombre                        | Partido       |
| --------- | ----------------------------- | ------------- |
| 1979-1983 | Vicente Beltrán Valdés        | UCD           |
| 1983-1987 | Vicente Beltrán Valdés        | AP-PDP-UL-UV  |
| 1987-1991 | Germinal Calvet Plà           | UV            |
| 1991-1995 | Vicente Beltrán Valdés        | PP            |
| 1995-1999 | Vicente Beltrán Valdés        | PP            |
| 1999-2003 | Vicente Beltrán Valdés        | PP            |
| 2003-2007 | Fernando Beltrán Jovaní       | PP            |
| 2007-2011 | Fernando Beltrán Jovaní       | PP            |
| 2011-2015 | José Rosendo Segarra Ferreres | PP            |
| 2015-2019 | José Rosendo Segarra Ferreres | PP            |
| 2019-2023 | Germinal Calvet Plá           | A perpetuidad |
| 2023-act. | Susana Sanz Ferreres          | PP            |

## Demografía
Chert cuenta con una población de 0 habitantes (INE 2024).
| Gráfica de evolución demográfica de Chert entre 1842 y 2021 |
| |
| Población de derecho según los censos de población del INE Población de hecho según los censos de población del INEEn estos censos se denominaba Chert: 1842, 1857, 1860, 1877, 1887, 1897, 1900, 1910, 1920, 1930, 1940, 1950, 1960, 1970, 1981 y 1991 |

### Población por núcleos
Desglose de población según el Padrón Continuo por Unidad Poblacional del INE.
| Núcleos | Habitantes (2013) | Varones | Mujeres |
| ------- | ----------------- | ------- | ------- |
| Anroig  | 24                | 15      | 9       |
| Chert   | 838               | 416     | 422     |

## Economía
Tradicionalmente basada en la agricultura y la ganadería.

### Evolución de la deuda viva
El concepto de deuda viva contempla sólo las deudas con cajas y bancos relativas a créditos financieros, valores de renta fija y préstamos o créditos transferidos a terceros, excluyéndose, por tanto, la deuda comercial.
| Gráfica de evolución de la deuda viva del ayuntamiento entre 2008 y 2014                             |
| |
| Deuda viva del ayuntamiento en miles de Euros según datos del Ministerio de Hacienda y Ad. Públicas. |

La deuda viva municipal por habitante en 2014 ascendía a 159,95 €.

## Monumentos

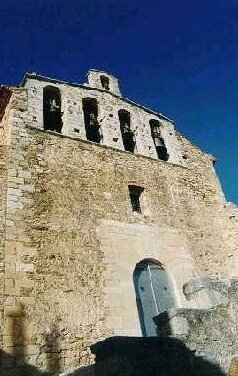
Iglesia antigua.

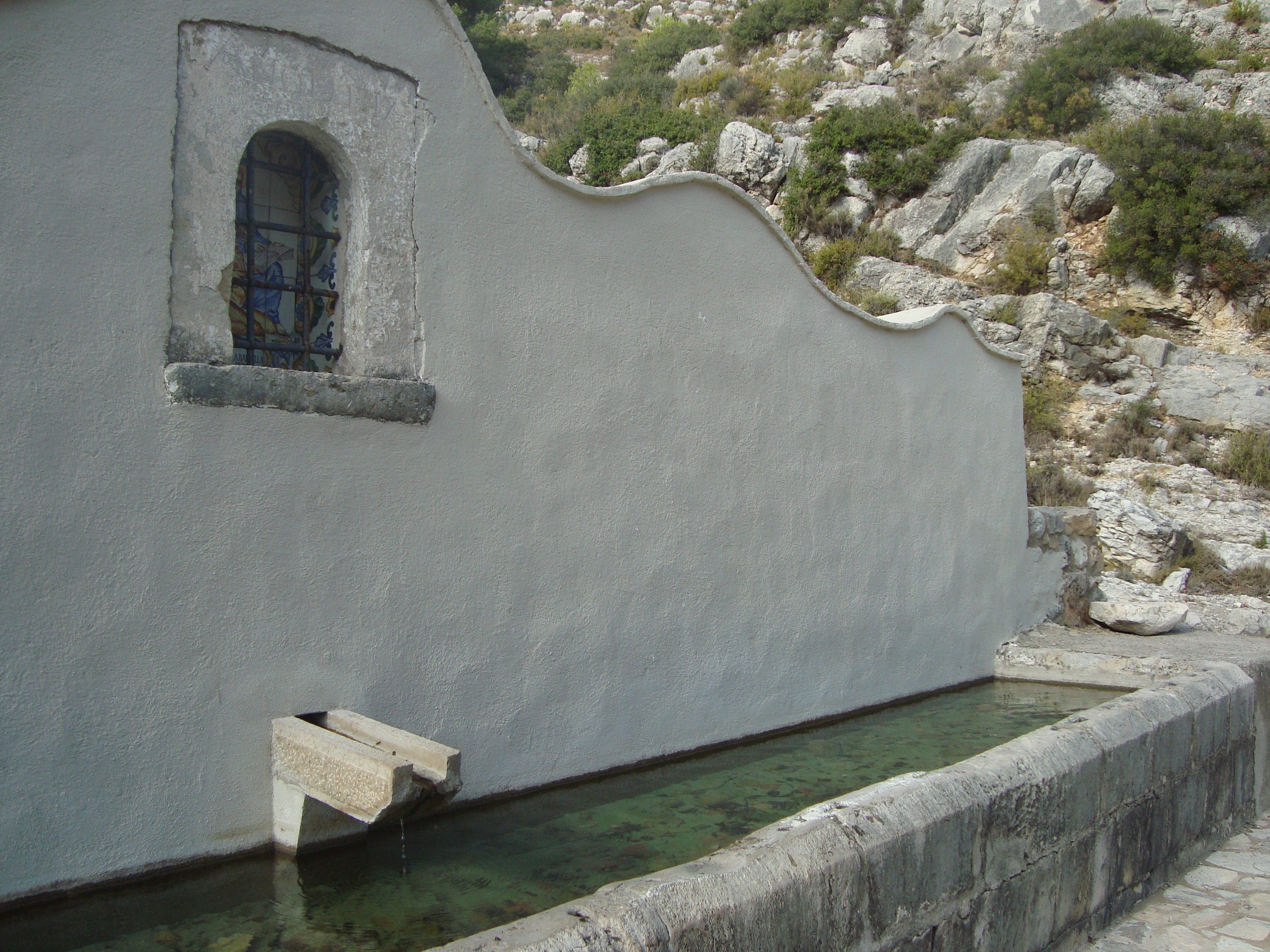
Font de l'Aubelló (Xert)

### Monumentos religiosos

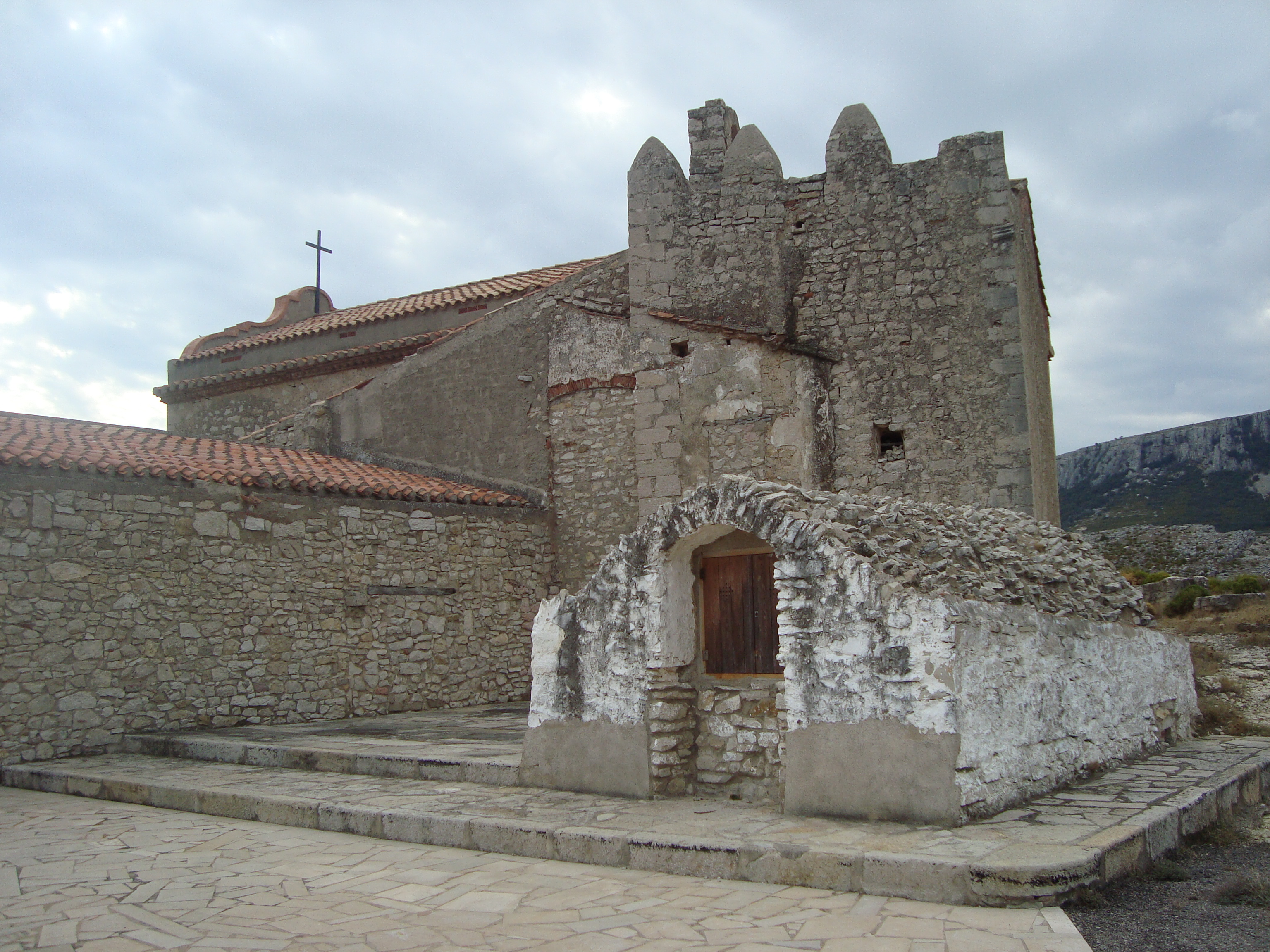
Ermitori de la Barcella

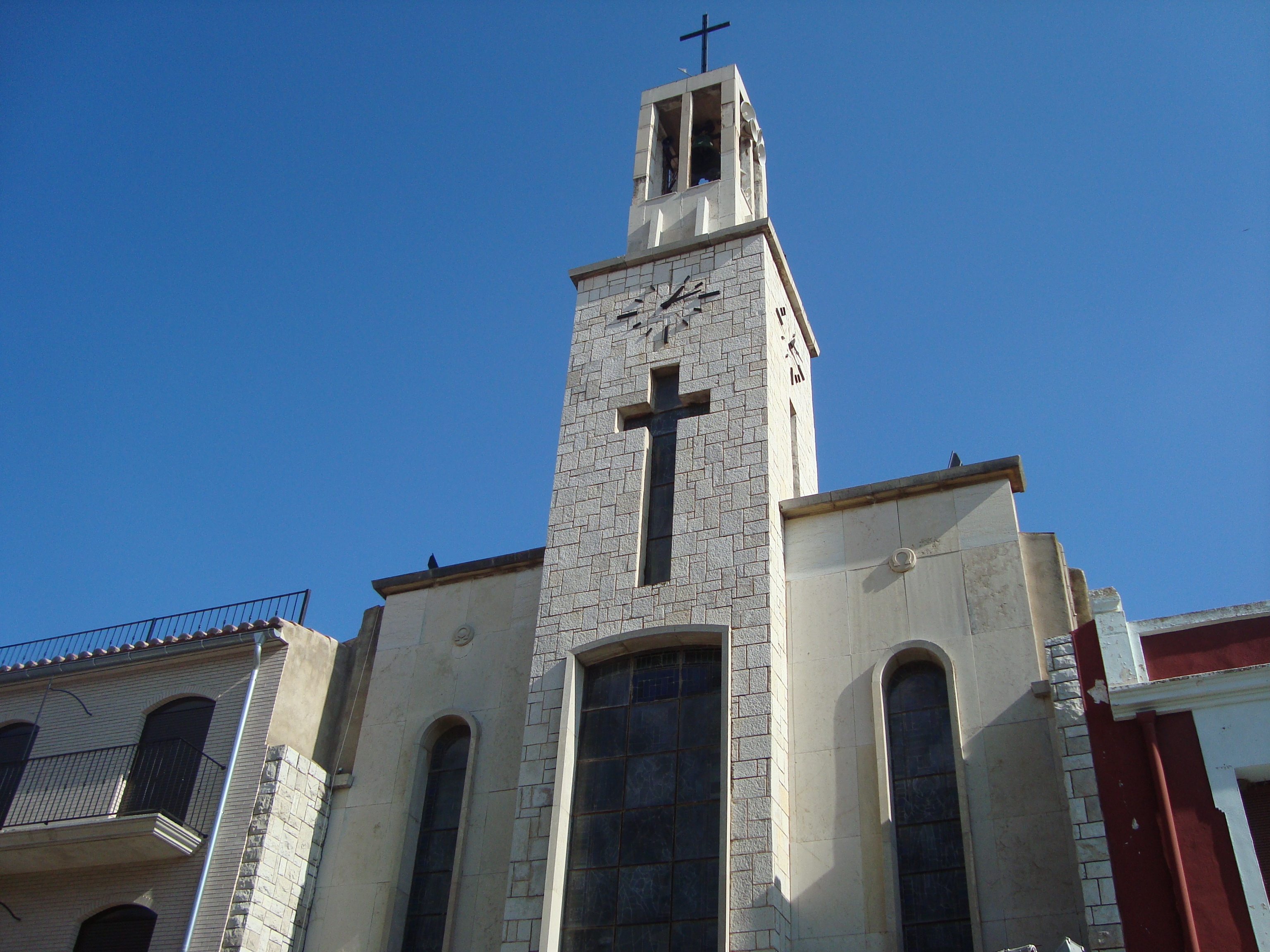
Campanar de la Església Nova de Xert

- Ermitori de la BarcellaCampanar de la Església Nova de XertIglesia Vieja, Iglesia Parroquial de la Asunción. Forma la vieja iglesia, con el antiguo cementerio adosado, la casa abadía y toda la antigua trama de la población. Un conjunto de gran interés del que se conserva la estructura con arcos y lienzos de las viejas murallas.Del siglo XIII y renovada el XVII.

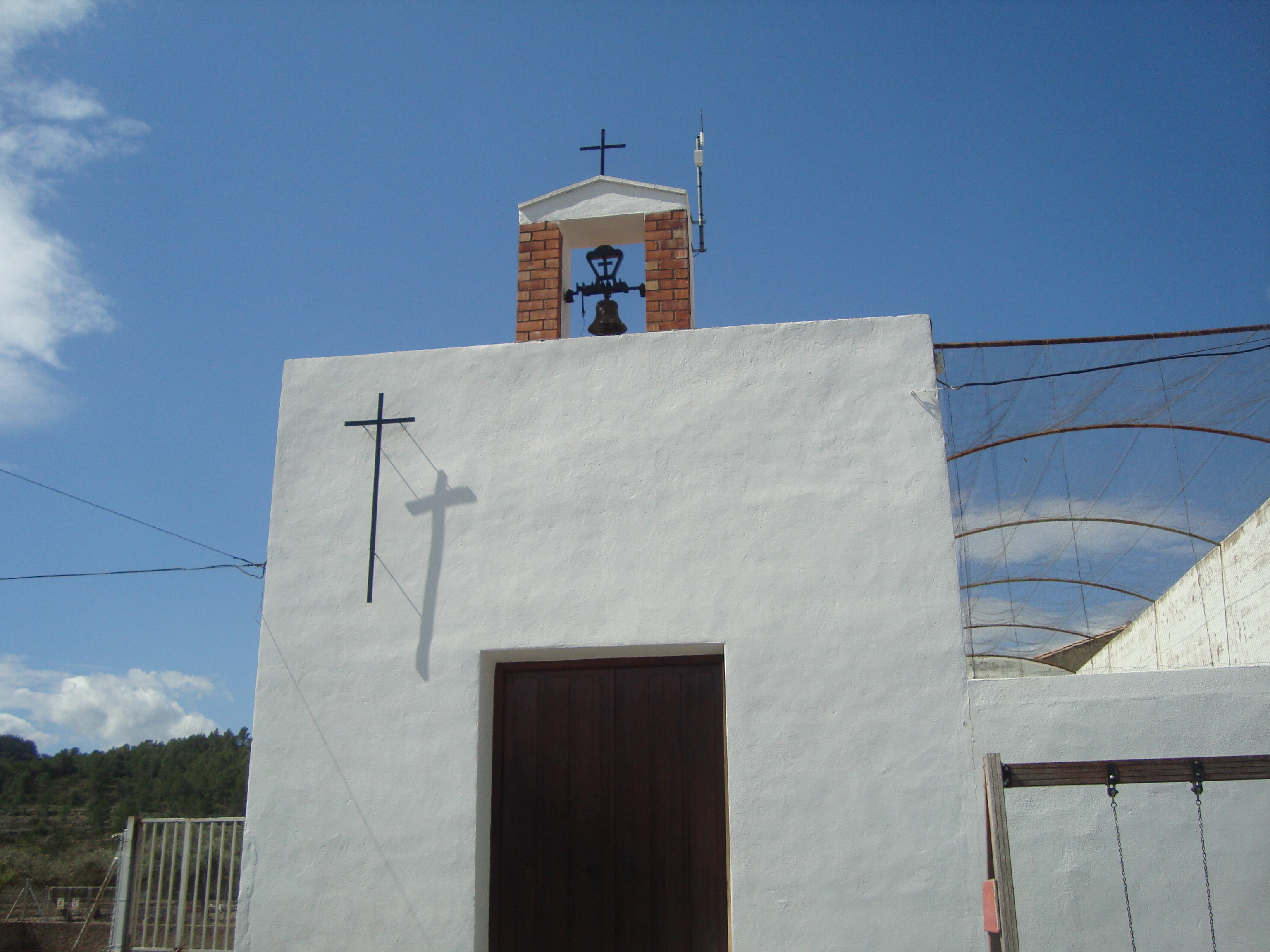
Capella de la Mare de Déu del Pilar d'Anroig (Xert)

- Capella de la Mare de Déu del Pilar d'Anroig (Xert)Ermita de San Marcos.

### Monumentos civiles
- Murallas y castillo. El castillo que estuvo edificado en el lugar que ocupa la iglesia antigua, así como la fortificación de la población, eran de origen árabe. Pasó a poder de los cristianos en 1233, tomando posesión el maestre de la orden del Hospital, por anterior donación de Ramón Berenguer IV, respetado por Jaime I.

El núcleo antiguo de la población estuvo parcialmente amurallado, pero los vestigios actuales se hallan incorporados a la estructura de las viviendas más antiguas en la parte más alta del núcleo urbano. Destacan los restos próximos a la plaza de la iglesia.
- Torres. En el término municipal de Chert se localizan varias de las torres de las que disponía la población para su defensa: Torre d'En Molinar, Torre San Marcos, Torre d'En Roig, Torre dels Pepos.
- Ermita rural de La Barcella (Xert)Horno Medieval.

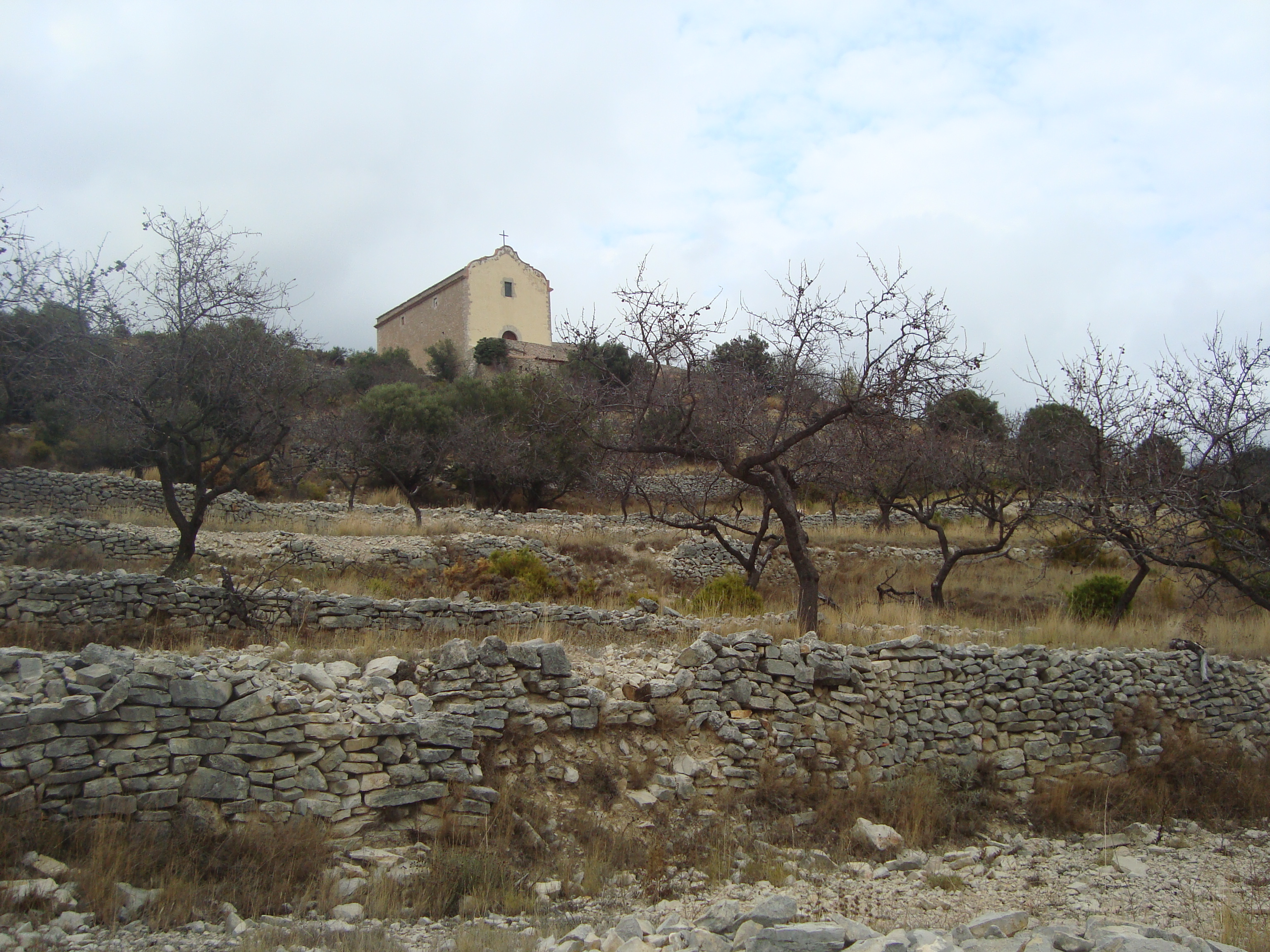
Ermita rural de La Barcella (Xert)

- Els Porxes. Portal que data de 1609.
- Palacio de los Condes de Pestagua. Es el edificio civil más notable de la población, en un estilo de transición gótico-renacentista que todavía puede apreciarse en numerosos detalles arquitectónicos. Sus constructores y habitantes fueron una rama de la familia noble de los Feliu, en los que recayó el título de condes de Pestagua que da nombre al palacio. Este edificio, vendido por la familia a principios del siglo XX, se compone actualmente de dos partes bien diferenciadas. La situada en la esquina de la calle Valencia, última habitada por la condesa de Pestagua, y adquirida por el farmacéutico del pueblo, fue conocida como "casa del metge García", por el médico titular de la sanidad pública que casó con la hija de aquel y la habitó hasta los años 60. Actualmente propiedad de una familia valenciano-asturiana, fue restaurada a partir de los años 90. La otra, propiedad de la cooperativa agrícola Sant Marc, fue objeto de importantes obras de reconstrucción, todavía no finalizadas, desde 2009, con una subvención de 500.000 euros de la Generalidad Valenciana. Devuelta la fachada y cuerpo recayente a la calle Valencia de esta segunda parte a su antiguo esplendor, tras las desafortunadas intervenciones de décadas anteriores, está previsto albergue un contenedor cultural.
- Abrigo del Mas Dels Ous en Chert
- Mola Murada

## Lugares de interés

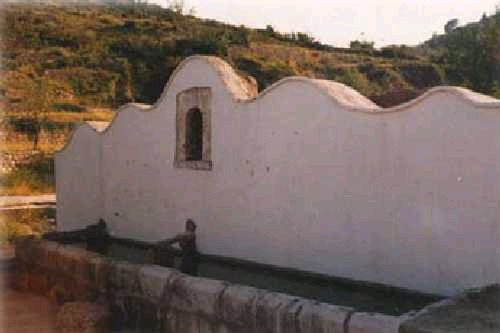
Fuente del Auvelló.

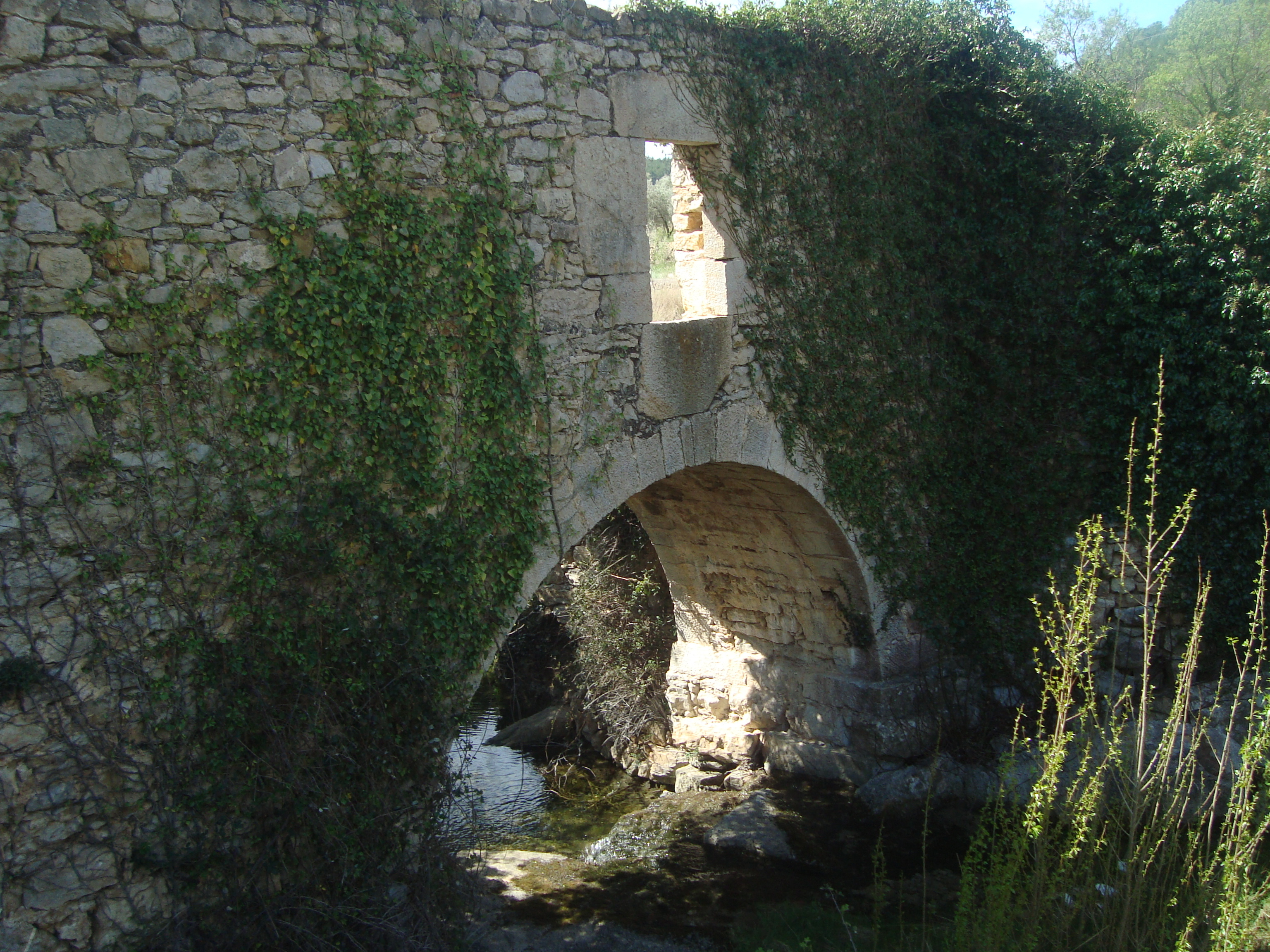
Pont del Molinar

- Pont del Molinar Paraje y Fuente del Molinar. Hay un merendero.
- Pinar del Polideportivo. Zona de acampada
- Fuente del Auvelló. Junto a la fuente se encuentra el retablo de cerámica dedicado a San Marcos.
- Ermita de "San Marcos". Se encuentra a 6 km del núcleo poblacional y está compuesta por la iglesia dedicada a este santo, una torre y la abadía que desde el siglo XIX hasta mediados del siglo XX se utilizó como escuela.

## Fiestas locales
- San Marcos. Se celebra el sábado anterior o posterior al 25 de abril, en honor a san Marcos. Romería hacia la ermita de San Marcos de la Barcella por la mañana, en donde se celebra misa para los feligreses. Degustación de las típicas fogasses. Comida de hermandad. Suelta de vacas por las calles de la población. Toro embolado. Orquesta y verbena.
- Fiestas de Agosto. Se celebran del 14 al 24 de agosto, en honor a la Virgen de la Asunción y San Roque.
- Chofers. Charanga nocturna para que nadie se vaya a dormir después de la orquesta de la noche anterior. Camisetas conmemorativas. Chocolate y prims. Suelta de vacas por las calles de la población. Merienda de hermandad. Fiesta del agua. Filades hacia la plaza de toros. Vaquillas confiteras. Orquesta y verbena.
- San Vicente Ferrer.
- San Antonio. Esta fiesta anual se celebra en el municipio de Chert/Xert el domingo próximo al 17 de enero.

## Gastronomía

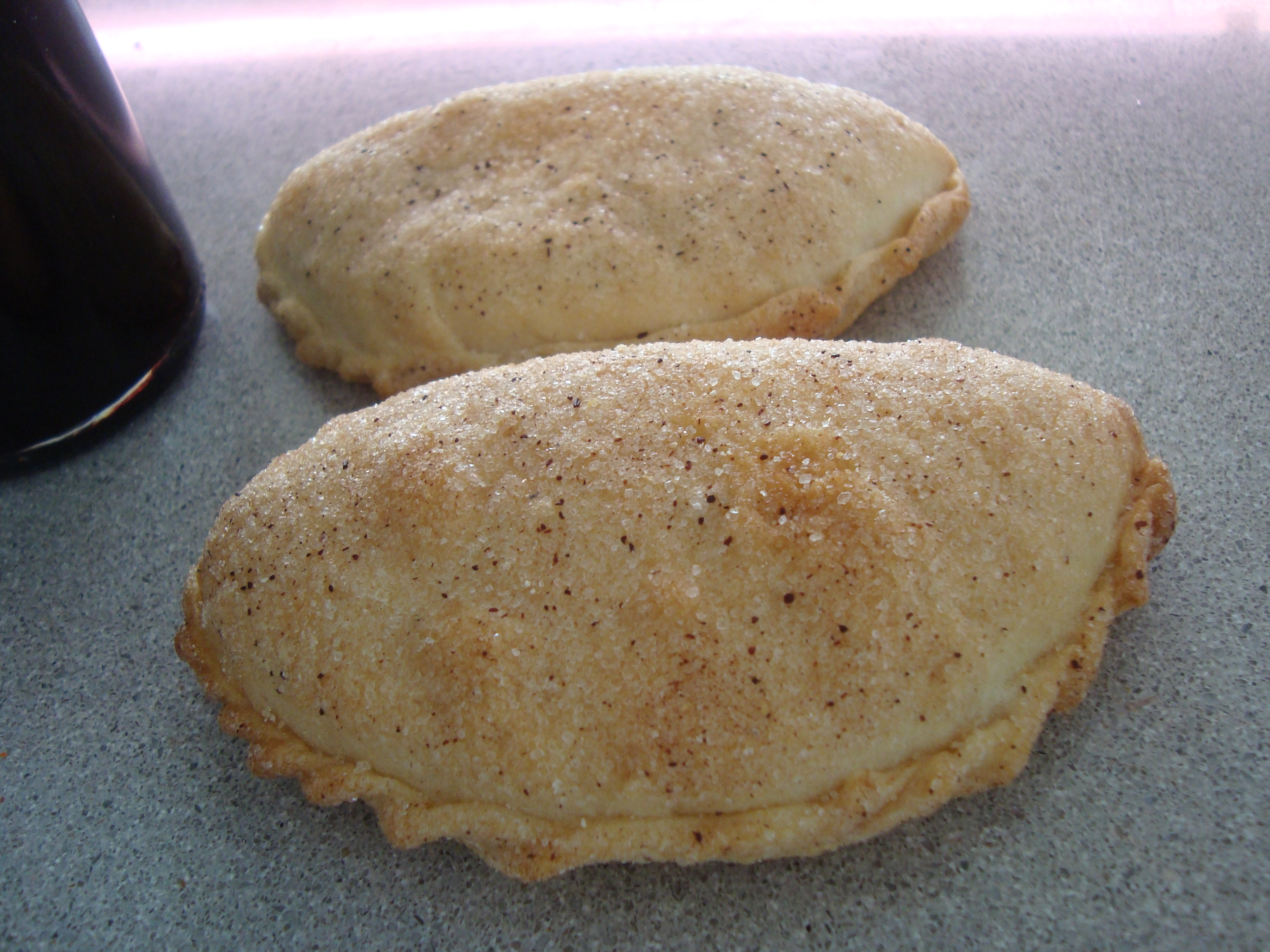
Flaons de Xert

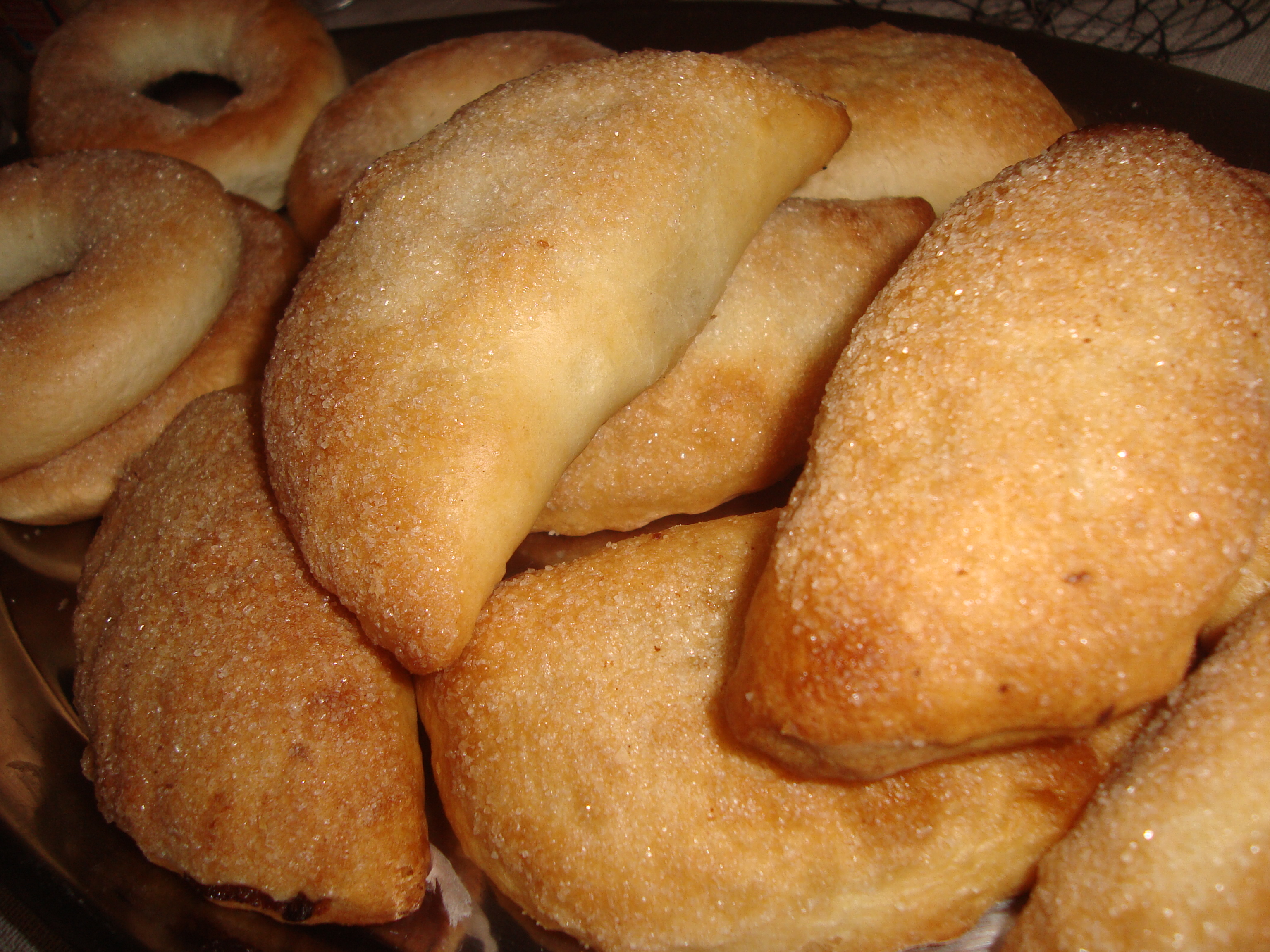
Pastissets, pastas tradicionales (Xert/Chert, Castellón)

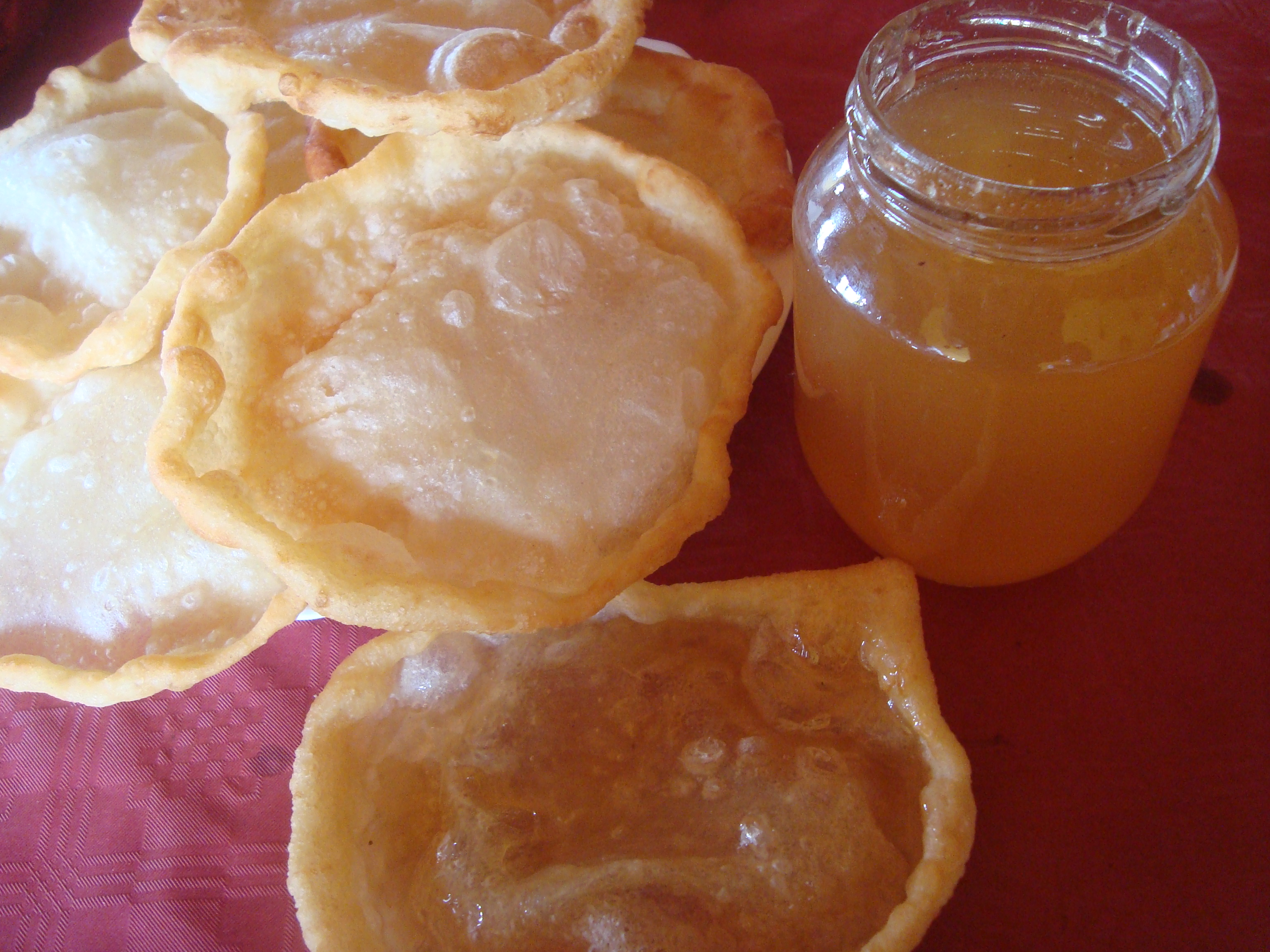
Alosetes amb mel (Xert, Comunitat Valenciana)

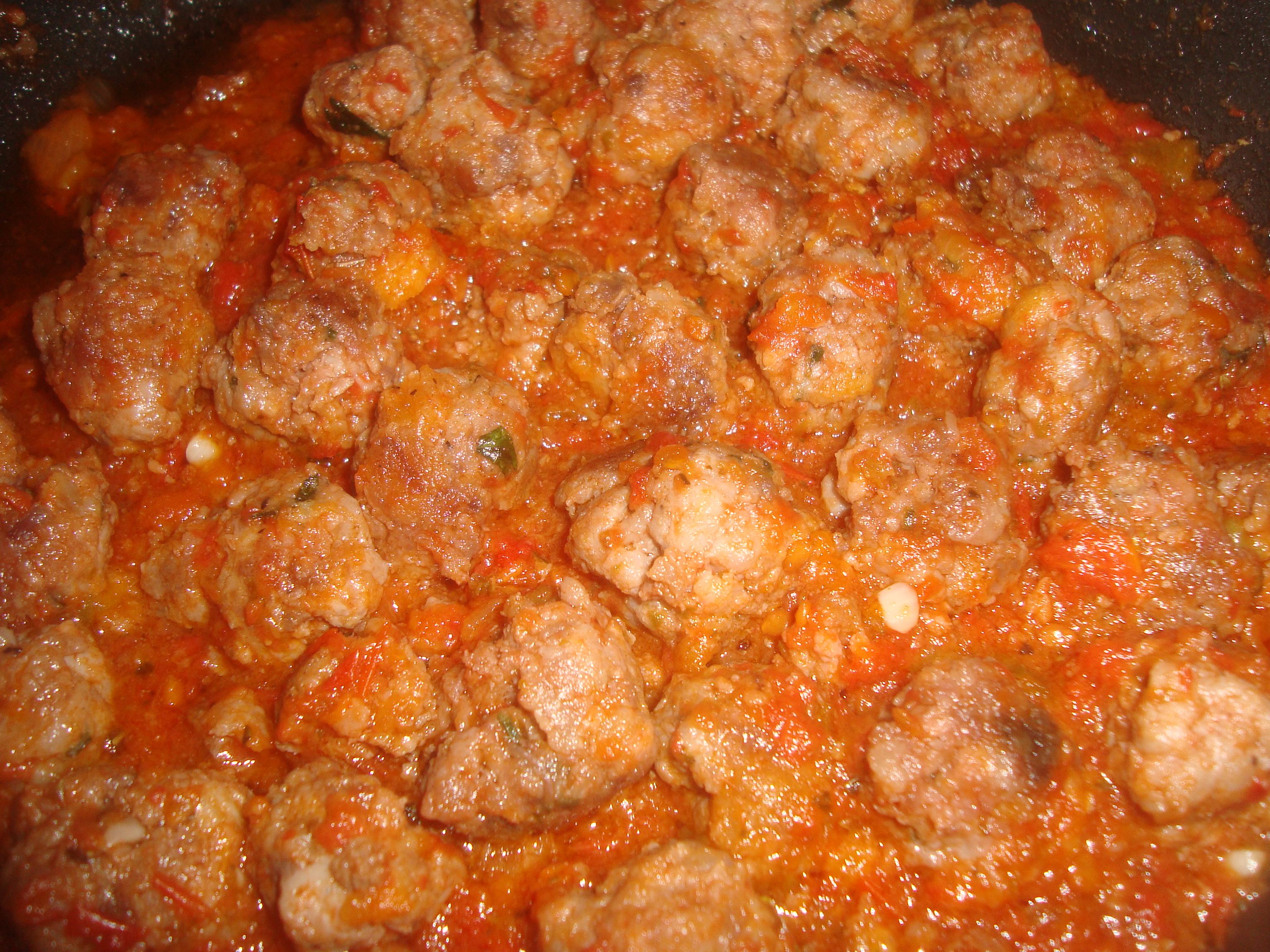
Albóndigas de carne con sofrito de tomate, cebolla, ajo y perejil. Plato de consumo tradicional en el almuerzo (Xert).

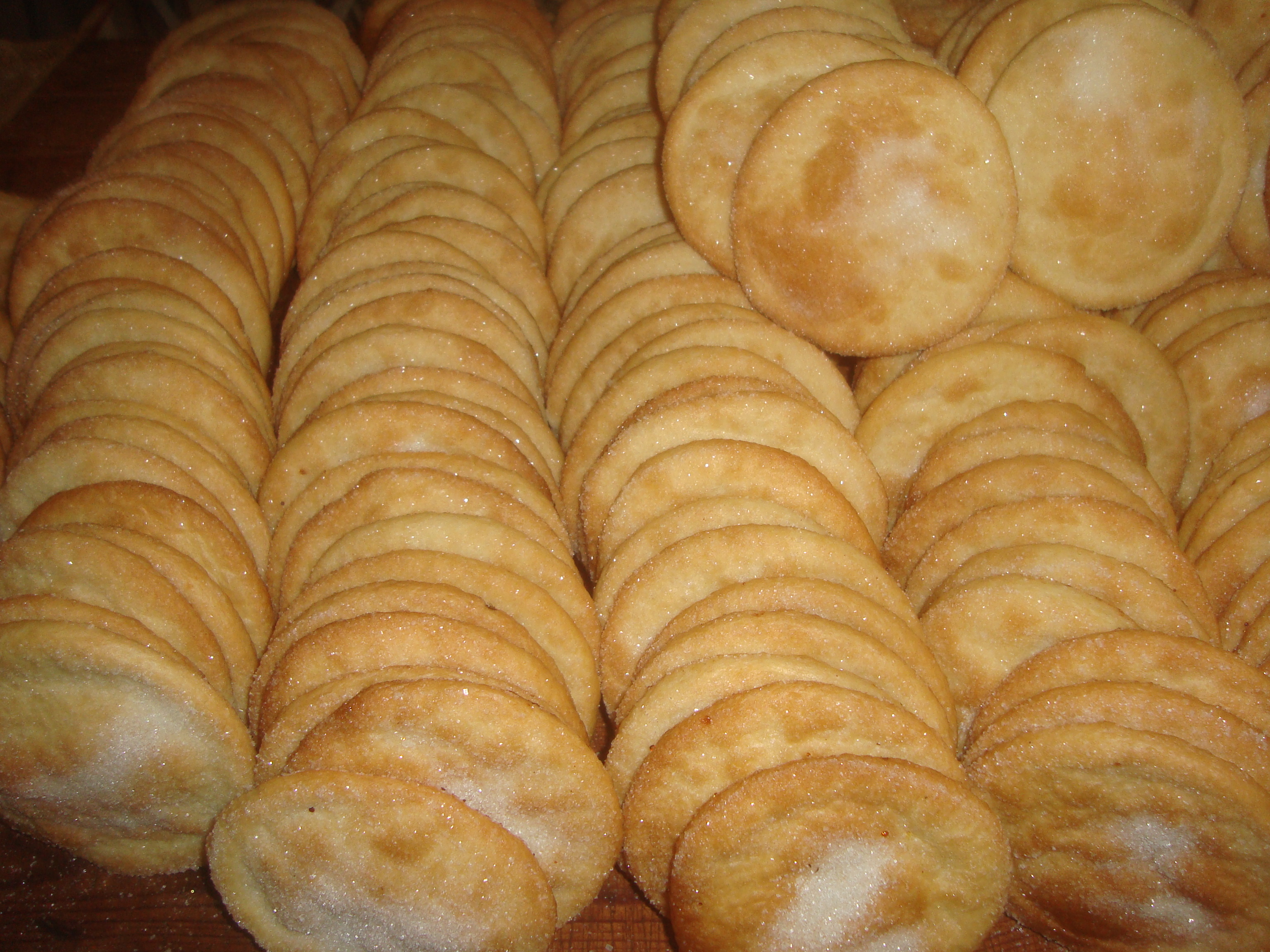
"Coquetes de Sant Antoni", repostería tradicional de Xert.

El plato típico de Chert es el ternasco (carne) y en la repostería destacan la cuajada, los flaons y los "rollets de paella". También destaca la olla chertolina y la paella.